# Штефан Чамбал
Штефан Чамбал (Братислава, 17. децембар 1908 — Праг, 18. јул 1990) био је словачки фудбалер, а касније фудбалски тренер. Играо је за Чехословачку, за коју је одиграо 22 утакмице. Рођен је у Братислави, а умро у Прагу .
Био је учесник Светског првенства у фудбалу 1934, где је Чехословачка освојила сребрну медаљу. Чамбал је на турниру постао први играч словачког порекла на Светском првенству. У својој земљи је започео каријеру са Слованом из Братиславе, освојивши аматерску титулу у Чехословачкој 1927. године. Наставио је да игра за клубове као што су Теплицер, Славија из Прага и Збројовка из Брна.
Касније је био познати фудбалски тренер, тренирајући, између осталих, фудбалску репрезентацију Чехословачке.